# 孔斯坦茨
孔斯坦茨是德国巴登-符腾堡州的一个市镇。总面积54.11平方公里，总人口85524人，其中男性41528人，女性43996人（2011年12月31日），人口密度1 581人/平方公里。